# Zespół Szkół Łączności w Krakowie

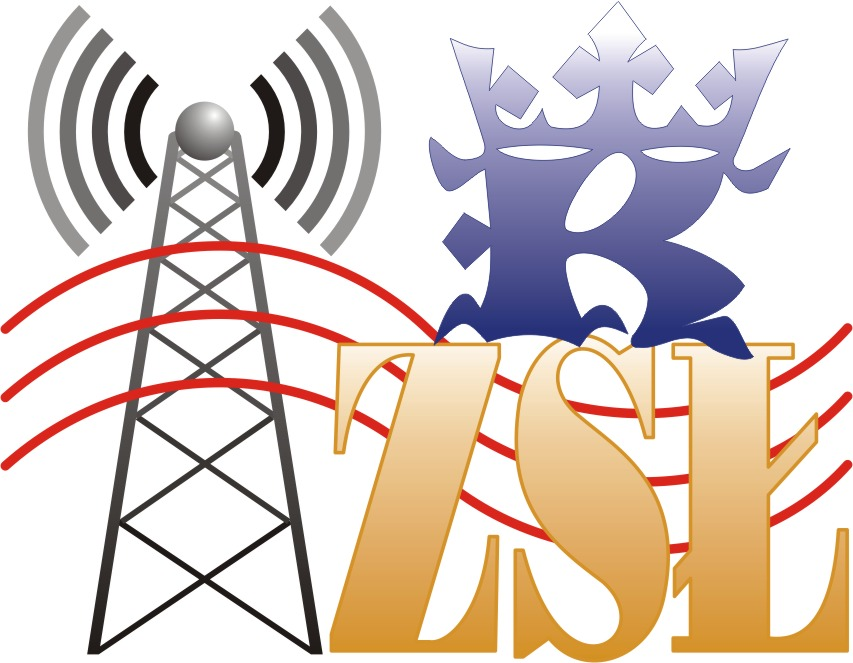
Logo szkoły

Zespół Szkół Łączności w Krakowie im. Obrońców Poczty Polskiej w Gdańsku – zespół szkół ponadpodstawowych w Krakowie.

## Historia
- 2000/01 – Szkoła obchodzi jubileusz 55-lecia istnienia. Zorganizowano I Międzyszkolne Sympozjum Technologii Informacyjnych. Nawiązano współpracę ze szkołami zagranicznymi – Ukraina, Belgia.
- 2001/02 – Rozbudowano szkolną sieć komputerową. We wszystkich gabinetach i salach lekcyjnych istnieje możliwość korzystania z internetu. Wygasł kierunek technik elektronik – maszyny cyfrowe. ZSŁ po raz kolejny uzyskuje tytuł „Podgórskiej Szkoły Roku”. Rada Szkoły zatwierdziła Statut Zespołu Szkół Łączności. Odbył się I Rajd ZSŁ. Podjęto na nowo wydanie gazetki szkolnej „Margines” – druku ulotnego wydawanego zgodnie z chęcią i nastrojem jej redaktorów – uczniów.
- 2002/03 – Od 1.09.2002 roku na stanowisko ds. pedagogicznych powołano mgr Tadeusza Piszkowskiego. Z końcem roku szkolnego na emeryturę przechodzi wicedyrektor mgr Barbara Górska. W związku z reformą szkolnictwa zmieniono nazwy szkół wchodzących w skład zespołu.
- 2003/04 – Wicedyrektorem ds. pedagogicznych zostaje mgr Barbara Ciborowska, a na emeryturę odchodzi wicedyrektor ds. technicznych mgr Jacek Chwała. Technikum Łączności brało udział w akcji organizowanej przez Gazetę Wyborczą i otrzymało tytuł „Szkoła z Klasą”. Otrzymany w ramach projektu MENiS „Pracownia Internetowa w każdej szkole” sprzęt umożliwił utworzenie kolejnej pracowni informatycznej oraz centrum multimedialnego przy bibliotece szkolnej. Rozpoczęcie działalności Szkolnego Ośrodka Kariery. Samorząd Uczniowski ZSŁ zajął pierwsze miejsce w konkursie zorganizowanym przez Dzielnicę Podgórze.
- 2004/05 – Obowiązki wicedyrektora ds. kształcenia zawodowego obejmuje mgr inż. Renata Gołąb, nauczycielka przedmiotów zawodowych. W związku z otrzymaniem z funduszy unijnych wyposażenia do dwóch pracowni komputerowych (w tym jednej z wyposażeniem w sprzęt firmy Apple) wykonano kompleksowy remont ciągu trzech pracowni informatycznych. Abiturienci Technikum Łączności nr 14 – oddziałów na podbudowie szkoły podstawowej – przystąpili po raz ostatni do egzaminu dojrzałości. Odbył się egzamin maturalny według nowej formuły. Przystąpiło do niego 180 absolwentów XIII Liceum Profilowanego. Zespół Szkół Łączności uzyskał akredytację dla ośrodka egzaminacyjnego w zawodzie monter elektronik na okres trzech lat. Przeprowadzono pierwszy raz egzamin potwierdzający kwalifikacje zawodowe dla osób kończących naukę w Zasadniczej Szkole Zawodowej nr 13. Goszczono przedstawicieli telekomunikacyjnej szkoły z czeskiej Ostrawy. Podpisano umowę o partnerskiej wymianie młodzieży w ramach praktyk zawodowych – program Leonardo da Vinci. Placówka oświatowa uzyskała zgodę na kształcenie w zawodzie technik informatyk. W ramach projektu PHARE 2001 nastąpiło przygotowanie planu rozwoju szkoły powiązanego z potrzebami lokalnego rynku pracy „Szkolny Ośrodek Kariery, a umiejętności ponad zawodowe uczniów ZSŁ oczekiwane przez lokalny rynek pracy”. Nawiązano ścisłą współpracę z Akademią Górniczo-Hutniczą w Krakowie. Część zajęć w najstarszych oddziałach elektronicznych prowadzonych jest w laboratoriach tej uczelni. Szkoła otrzymała prestiżowy certyfikat w IV edycji konkursu „European Language Label”.
- 2005/06 – Uruchomiono Szkołę Policealną nr 12 kształcącą w zawodzie technik informatyk o cyklach kształcenia jednorocznym i dwuletnim (w zależności od typu i profilu ukończonej szkoły ponadgimnazjalnej). Abiturienci Technikum Uzupełniającego nr 7 oraz Technikum Uzupełniającego dla Dorosłych nr 11 po raz ostatni – dotyczy oddziałów na podbudowie zasadniczej szkoły zawodowej, do której prowadzono nabór wśród absolwentów ośmioletnich szkół podstawowych – przystąpili do egzaminu dojrzałości oraz „starego” egzaminu zawodowego. Przygotowano Program Modernizacji Oferty Edukacyjnej „Wrażenie na wejściu”, oraz Program Modernizacji Oferty Edukacyjnej „Aktywni.pl”, dzięki czemu szkołę doposażono w specjalistyczny sprzęt pracowniany.
- 2006/2007 – Uzyskano zgodę na uruchomienie w obrębie Technikum Łączności nr 14 nowego zawodu: technik teleinformatyk. Szkoła uczestniczy w projektach: „Informatyka jako usługa zabezpieczenia jakości i efektywności przedsiębiorstw”, „Ostrawa 2007-2009”, „Kraków 2006” oraz programie „Leonardo da Vinci”. W celu prowadzenia zajęć w zakresie przedmiotu systemy i sieci komputerowe powstała pracownia sieci komputerowych. Odbyła się pierwsza edycja Festiwalu Informatycznego „Projekt na Szóstkę” pod patronatem IBM, Wydawnictwa Literackiego i Wydawnictwa Helion. Powiększono pomieszczenie studia telewizyjnego, w którym stworzono reżyserkę i montażownię szkolnej telewizji. Za fundusze unijne przyznane szkole za opracowanie projektu wdrażającego nowoczesne metody kształcenia w nauce zawodu technik elektronik zakupiono do studia sprzęt audiowizualny nowej generacji.
- 2007/2008 – Został przeprowadzony remont generalny pracowni systemów operacyjnych. Środki na wyposażenie uzyskano z Europejskiego Funduszu Społecznego. Również z funduszy unijnych sfinansowano drugą pracownię informatyczną wyposażoną w komputery marki Apple oraz wzbogacono centrum multimedialne w ramach projektu realizowanego przez MEN pod nazwą: „Internetowe centra informacji multimedialnej w bibliotekach szkolnych i pedagogicznych”. ZSŁ otrzymał nagrodę Prezydenta Miasta Krakowa za przygotowanie programu jubileuszowego oraz za najbardziej aktywne uczestnictwo w przedsięwzięciach, wydarzeniach oraz zajęciach organizowanych z okazji 750-lecia lokacji Miasta Krakowa. Odbyła się druga, tym razem międzyszkolna, edycja Festiwalu Informatycznego „Projekt na Szóstkę” pod patronatem honorowym Małopolskiego Kuratora Oświaty, Rektora AGH i firmy IBM. Przygotowany w ZSŁ projekt pt. „Język Szekspira” został wybrany przez Fundację Rozwoju Kina jako jeden z najlepszych projektów zgłoszonych do realizacji w ramach programu „Multimedialna Szkoła” i sfinansowany ze środków Europejskiego Funduszu Strukturalnego. Dzięki staraniom mgr Mariana Piekarskiego ZSŁ otrzymał dofinansowanie na 3-letni projekt, który dotyczył utworzenia Ośrodka Szkoleniowo-Egzaminacyjnego oraz organizacji zajęć pozalekcyjnych dla uczniów w zakresie przedmiotów zawodowych i ogólnokształcących.
- 2008/2009 – Rozpoczęto realizację zatwierdzonego w roku szkolnym 2007/2008 projektu pt. Uczeń Społeczeństwo Gospodarka, w którego skład wchodzi Program Operacyjny Kapitał Ludzki 2007-2013. Na jego wykonanie szkoła otrzymała dofinansowanie w wysokości 864 700 zł. Projekt obejmuje trzy zadania tematyczne:
  - utworzenie Ośrodka Szkoleniowo-Egzaminacyjnego ECDL – Europejski Certyfikat Umiejętności Komputerowych,
  - zajęcia pozalekcyjne praktycznej nauki zawodu,
  - zajęcia pozalekcyjne z matematyki na poziomie akademickim i zawodowego języka angielskiego.

Utworzono nową pracownię – urządzeń techniki komputerowej, szóstą salę językową oraz zmodernizowano pracownię elektroniczną. Założono Uczniowski Klub Sportowy „Elektron”.
- 2009/2010 – Zespół Szkół Łączności uzyskał tytuł „Szkoła przyjazna hospicjum” nadany przez Małopolskie Hospicjum dla Dzieci w Krakowie w podziękowaniu za współpracę i realizację materiałów telewizyjnych wykonanych przez telewizję szkolną. Lwowski College przy Państwowym Uniwersytecie Technologii Informacyjno-Komunikacyjnych podpisał z naszą szkołą porozumienie o praktykach zawodowych. ZSŁ otrzymał dotację ze środków unijnych w ramach Małopolskiego Regionalnego Programu Operacyjnego za projekt autorstwa dr Mariana Piekarskiego i mgr inż. Andrzeja Adamczyka pt. „Poprawa warunków oraz jakości kształcenia zawodowego poprzez zakup sprzętu i modernizację pracowni w Zespole Szkół Łączności”. Realizacja projektu trwała 2 lata, a jego budżet wynosi 4 256 353,62 zł.
- 2010/2011 – Technikum Łączności nr 14 otrzymuje 1. miejsce w Ogólnopolskim Rankingu Szkół Ponadgimnazjalnych przygotowanym przez Perspektywy i dziennik „Rzeczpospolita”. Łączna ocena według czterech kryteriów (sukcesy szkoły w olimpiadach przedmiotowych i zawodowych, wyniki matury z przedmiotów obowiązkowych, wyniki matury z przedmiotów dodatkowych oraz ocena szkoły przez środowisko akademickie) była najwyższą w kraju wśród techników.
- 2011/2012 – Zmodernizowano i doposażono bibliotekę szkolną tworząc w jej strukturze nowoczesną mediatekę. ZSŁ zdobył II lokatę w Ogólnopolskim Rankingu Techników 2012 przygotowanym przez dziennik „Rzeczpospolita” i miesięcznik Perspektywy oraz ponownie I miejsce w konkursie maturalnym. Technikum nr 14 po raz drugi zostało uznane najlepszą szkołą województwa małopolskiego oraz otrzymało Nagrodę Jakości Nauczania SAPERE AUSO.
- 2012/2013 – Szkoła uczestniczy w projekcie pt. Termomodernizacja budynku, współfinansowanym ze środków Funduszu Ochrony Środowiska i Gospodarki Wodnej w Krakowie. Wartość projektu: 1282 662,00, kwota dofinansowania z Funduszu: 403 910,00. Fundacja Edukacyjna „Perspektywy” potwierdza, że w Ogólnopolskim Rankingu Techników 2013 – opublikowanym przez miesięcznik Perspektywy i dziennik „Rzeczpospolita” – Technikum Łączności nr 14 im. Obrońców Poczty Polskiej w Gdańsku zajęło II miejsce wśród 50 najlepszych techników w Polsce i przysługuje mu tytuł „Złotej Szkoły 2013”.
- 2013/2014 – W konkursie „Małopolska Szkoła z Pasją” Zespół Szkół Łączności otrzymał pierwsze miejsce w kategorii szkoły ponadgimnazjalne za organizację Międzyszkolnego Festiwalu Informatycznego „Projekt na Szóstkę”. Z danych rządowego Instytutu Badań Edukacyjnych wynika, iż szkoła ma najwyższy wskaźnik edukacyjnej wartości dodanej w Krakowie wśród szkół technicznych. Dziennik „Rzeczpospolita” oraz miesięcznik Perspektywy ponownie ogłosiły wyniki Ogólnopolskiego Rankingu Techników. ZSŁ znalazło się w nim na drugim miejscu w Polsce, a na pierwszym w rankingu maturalnym. Od 2014 roku został wprowadzony dziennik elektroniczny.
- 2014/2015 – Od roku szkolnego 2014/2015 na terenie szkoły działa „Małopolska Chmura Edukacyjna”. Dzięki realizacji Projektu powstaje innowacyjne środowisko wsparcia procesów edukacyjnych technologiami ICT, bazujące na modelu chmurowym oraz wysokiej jakości komunikacji multimedialnej. W ZSŁ powstaje chór szkolny „Łącznik” pod kierownictwem Jadwigi Wrońskiej. W roku szkolnym 2014/2015 Technikum Łączności nr 14 zajęło – podobnie jak w ubiegłym – pierwszą pozycję w Rankingu Maturalnym Techników, drugie miejsce w Rankingu Techników w Polsce i II miejsce w Małopolsce.
- 2015/2016 – Szkoła obchodzi dwa jubileusze:
  - 70lecie istnienia,
  - 25lecie pełnienia funkcji Dyrektora ZSŁ przez Antoniego Borgosza.

W tegorocznym rankingu najlepszych szkół Technikum Łączności nr 14 zajęło 2 miejsce w rankingu maturalnym, natomiast wśród techników 2. miejsce w Polsce oraz 1. w Małopolsce. Szkoła zwyciężyła także w pierwszej edycji Rankingu Techników STEM (czyli Science, Technology, Engineering, Mathematics nauka, technologia, inżynieria i matematyka). Zmodernizowano pracownię Urządzeń Techniki Komputerowej, którą wyposażono dodatkowo w ploter bębnowy i drukarkę 3D.

## Dyrektorzy[1]
- mgr inż. Stanisław Dębicki (1945–1958)
- Tadeusz Majewski (1958–1968)
- Antoni Bydoń (1969–1981)
- Mieczysław Chęciński (1982–1983)
- Zdzisław Marski (1983–1986)
- Ryszard Bąk (1986–1990)
- Antoni Borgosz (1990–2018)
- Paweł Kucharczyk (od 2018)

## Kierunki

### Do roku szkolnego 2012/2013
W skład Zespołu Szkół Łączności wchodzą następujące placówki:
Technikum Łączności nr 14

Zawody:
- technik elektronik (specjalizacje: systemy i sieci komputerowe, urządzenia audiowizualne, automatyka przemysłowa)
- technik teleinformatyk
- technik informatyk (specjalizacje: administracja sieciami komputerowymi, systemy zarządzania bazami danych, projektowanie aplikacji internetowych, grafika komputerowa)
- technik telekomunikacji (specjalizacje: komutacyjne systemy cyfrowe, systemy teleinformatyczne)
- Programista (Kierunek od 2019, został wprowadzony zamiast telekomunikacji)

XIII Liceum Profilowane

Profile:
- zarządzanie informacją (wyłącznie kontynuacja edukacji) (bloki tematyczne: projektowanie i programowanie stron internetowych, projektowanie bazy danych, programowanie animacji FLASH, grafika komputerowa 2D i 3D, cyfrowe przetwarzanie dźwięku, komponowanie sekwencji filmowych, DTP)

Zasadnicza Szkoła Zawodowa nr 13

Zawody:
- monter elektronik
- monter sieci i urządzeń telekomunikacyjnych

### Od roku szkolnego 2012/2013
W skład Zespołu Szkół Łączności wchodzą następujące placówki:
Technikum Łączności nr 14

Zawody:
- technik elektronik
  - projektowania i wykonania instalacji sieci TVSat, TV naziemnej i kablowej,
  - projektowania i wykonania instalacji lokalnych sieci komputerowych oraz administrowania tymi sieciami,
  - projektowania i wykonania instalacji systemów automatyki przemysłowej, urządzeń kontroli dostępu i zabezpieczeń,
  - projektowania i wykonania systemów monitoringu TV i IPTV,
  - programowania, użytkowania i eksploatacji urządzeń elektronicznych, instalowania oprogramowania specjalistycznego,
  - serwisu urządzeń elektronicznych.
- technik informatyk
  - montażu oraz eksploatacji komputera i urządzeń peryferyjnych
  - naprawy i diagnostyki usterek sprzętu komputerowego
  - projektowania i wykonywania lokalnej sieci komputerowej
  - administrowania sieciowymi systemami operacyjnymi
  - konfigurowania urządzeń sieciowych, serwerów, routerów
  - projektowania baz danych i administrowania bazami
  - tworzenia i administrowania stronami WWW we wszystkich współczesnych technologiach
  - tworzenia desktopowych i webowych aplikacji internetowych,
  - administrowania stronami i aplikacjami internetowymi
  - projektowania grafiki komputerowej
- technik teleinformatyk
  - budowy lokalnych i rozległych sieci teleinformatycznych,
  - konfigurowania podłączenia do Internetu,
  - wykorzystania w pełni możliwości sprzętu sieciowego przewodowego i bezprzewodowego,
  - zabezpieczenia transmisji i zbiorów danych przed nieuprawnionym dostępem,
  - instalowania i konfigurowania systemów operacyjnych i serwerowych (Windows, Linux/Unix),
  - konfigurowania urządzeń sieci telekomunikacyjnych.
- technik telekomunikacji
  - projektowania i budowania sieci telefonicznej, komputerowej, telewizyjnej, monitoringu CCTV w oparciu o kable światłowodowe, miedzianie i łącza radiowe,
  - podłączania i konfigurowania: serwerów telekomunikacyjnych, telefonów VoIP, central, routerów, access pointów.
  - podłączania i uruchamiania systemów alarmowych SSNiW.
  - zdalnego i lokalnego konfigurowania, monitorowania i zarządzania sieciami teleinformatycznymi, komputerowymi oraz transmisyjnymi.
  - dokonywania diagnozy i rozbudowy ww. sieci oraz dobierania oprogramowania diagnostycznego.
  - działania systemów telefonii mobilnej GSM i LTE, systemów nawigacji GPS, telewizji cyfrowej DVBT i satelitarnej.

Zasadnicza Szkoła Zawodowa nr 13

Zawody:
- monter elektronik
  - posługiwania się wysokiej jakości sprzętem pomiarowym i montażowym,
  - montażu przewlekanego oraz powierzchniowego,
  - techniki światłowodowej (łączenia światłowodów oraz pomiaru parametrów złącza),
  - obsługi maszyn sterowanych numerycznie i urządzeń do obrabiania materiałów
- monter sieci i urządzeń telekomunikacyjnych
  - montażu i utrzymania linii telekomunikacyjnych
  - montażu, konfiguracji i utrzymania urządzeń sieci telekomunikacyjnych

## Galeria

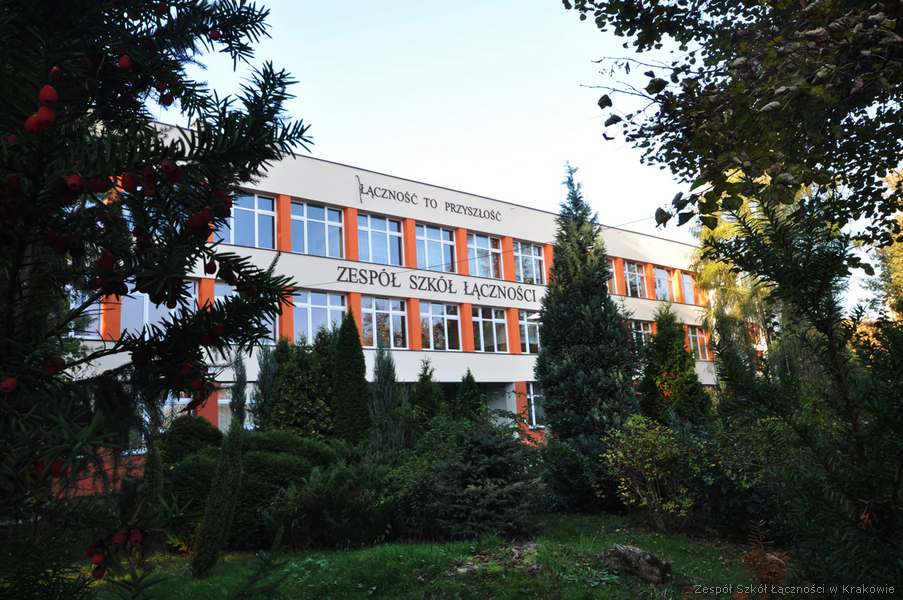
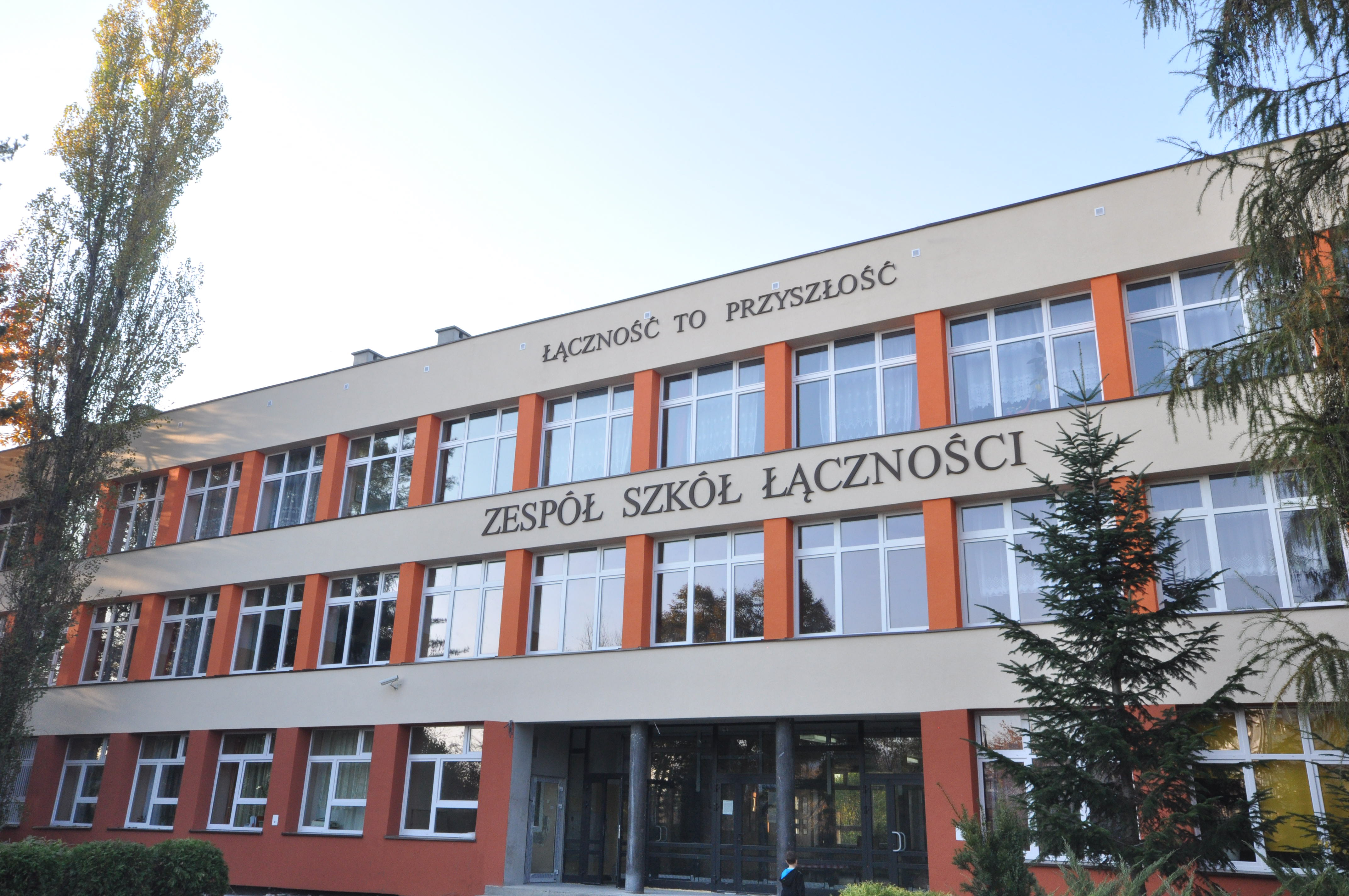